# Сенегальская пигалица
Сенегальская пигалица (лат. Vanellus senegallus) — вид птиц из семейства ржанковых. Обитает в Африке южнее Сахары, вне дождевых лесов. Выделяют три подвида. Иногда Vanellus senegallus включают в монотипический род Afribyx.

## Описание
Длина тела около 34 см. Масса 160—287 г. Крупная коричневая птица с белым лбом и чёрной короной. Хвост белый с чёрным концом. У птицы длинные жёлтые ноги и клюв.

## Биология
Питаются преимущественно насекомыми, а также червями и семенами трав. В кладке 3 или 4 яйца.
Издают зов «пиип-пиип!».
МСОП присвоил виду охранный статус LC.